# Tratado das Índias Ocidentais Dinamarquesas
O Tratado das Índias Ocidentais Dinamarquesas, oficialmente Convenção entre os Estados Unidos e Dinamarca para cessão das Índias Ocidentais Dinamarquesas foi um tratado de 1916 que transferiu a soberania das Índias Ocidentais Dinamarquesas da Dinamarca para os Estados Unidos, que foram renomeadas como Ilhas Virgens Americanas, em troca de uma soma de 25 milhões de dólares em ouro.

## História

### Antecedentes
Duas das ilhas haviam sido posses dinamarquesas desde o século XVII e St. Croix desde 1733. A época de prosperidade da colônia tinham sido entre 1750-1850 com base no comércio de trocas, produção de rum e açúcar usando trabalho escravo africano. Na segunda metade do século XIX, a produção de açúcar foi derrotada pelo cultivo de beterraba, e embora os escravos fossem emancipados em 1848, os terrenos agrícolas e o comércio ainda eram controlados pela população branca e as condições de vida dos descendentes de escravos eram pobres.
Nas negociações para o Tratado de Viena após a derrota na Segunda Guerra do Schleswig de 1864, a Dinamarca tinha tentado usar as ilhas como um "porto-seguro" à Jutlândia do Sul, mas o governo prussiano não estava interessado.
Na véspera da Guerra Civil Americana, os Estados Unidos tornaram-se interessados nas ilhas como uma possível localização de uma base naval no Caribe. Em 24 de outubro de 1867, o parlamento dinamarquês, o Rigsdagen ratificou um tratado sobre a venda de duas ilhas — Saint Thomas e Saint John — por uma soma de 7,5 milhões de dólares. No entanto, o Senado dos Estados Unidos não ratificou o tratado devido a preocupações com uma série de desastres naturais que atingiram as ilhas e uma disputa política com o impeachment do possível presidente estadunidense Andrew Johnson.
Negociações foram retomadas em 1899, e em 24 de janeiro de 1902 os EUA assinaram uma convenção sobre a transferências das ilhas por uma soma de 5 milhões de dólares. Uma câmara do parlamento dinamarquês — o Folketing — aprovou a proposta, mas a outra câmara — o Landsting — falhou com 32 votos contra 32. Em particular, o partido conservador Højre se opôs, alegando que o tratado não garantiria à população local uma votação sobre o assunto, que não iria conceder a cidadania estadunidense ou liberdade de direitos aduaneiros na exportação de açúcar para os Estados Unidos.

### Negociações
O líder trabalhista David Hamilton Jackson fez uma visita a Copenhagen em maio de 1915. Seu sucesso chamou a atenção para o desespero social crescente nas ilhas e a necessidade de entrar no território aduaneiro dos EUA para que as ilhas conseguissem lidar com sua crise econômica. Após a sua visita, a maioria dos Folketing, estavam convencidos que a supremacia dinamarquesa sobre as ilhas tinha que acabar. A Primeira Guerra Mundial havia criado uma situação nova: as relações entre a Alemanha e os Estados Unidos estavam se tornando cada vez pior, como consequência dos submarinos alemães, os estadunidenses estavam preocupados, que depois da invasão da Dinamarca os alemães poderiam assumir o controle das ilhas. Isso seria inaceitável para os estadunidenses como indicado na Doutrina Monroe.
O governo dinamarquês estavam convencido de que as ilhas teriam que ser vendidas pelo bem de ambos os residentes e segurança dinamarquesa e que a transferência teria que ser realizada antes dos Estados Unidos entrarem na guerra, de modo que a transferência não violasse a neutralidade dinamarquesa. Em maio de 1915 o ministro dos negócios estrangeiros da Dinamarca, Erik Scavenius, contactou o governo dos Estados Unidos com a mensagem que ele acreditava, ser a mais correta: vender as ilhas para os Estados Unidos, embora ele não faria uma proposta.
Em 29 de outubro de 1915, o secretário de Estado dos Estados Unidos, Robert Lansing conseguiu reabrir as negociações. As negociações duraram até agosto de 1916 e foram mantidas em segredo absoluto, a fim de manter a neutralidade dinamarquesa. Durante 1916, os dois lados concordaram com o preço da venda de 25 milhões de dólares, e os Estados Unidos aceitaram a demanda dinamarquesa por uma declaração afirmando que "não se opõe ao governo dinamarquês estendendo seus interesses políticos e econômicos por toda a Groenlândia".

### Ratificação
O tratado foi assinado em 4 de agosto de 1916, no Biltmore Hotel na cidade de Nova Iorque pelo ministro dinamarquês Constantin Brun e o secretário de Estado Robert Lansing. O senado dos EUA aprovou o tratado em 7 de setembro de 1916. Um referendo dinamarquês foi realizado de 14 de dezembro de 1916, e em 22 de dezembro do mesmo ano, o parlamento dinamarquês ratificou o tratado. O presidente dos EUA Woodrow Wilson ratificou o tratado em 16 de janeiro de 1917. As ratificações dos tratados foram trocadas em Washington em 17 de janeiro de 1917. Em 25 de janeiro de 1917, o presidente Wilson emitiu uma proclamação sobre o tratado, e em 9 de março desse ano o rei Cristiano X da Dinamarca também emitiu uma proclamação.